# Bibio brevicalcar
Bibio brevicalcar är en tvåvingeart som beskrevs av Edwards 1928. Bibio brevicalcar ingår i släktet Bibio och familjen hårmyggor. Inga underarter finns listade i Catalogue of Life.